# Nesoclopeus
Nesoclopeus là một chi chim trong họ Rallidae.